# Rekor
Rekor (tr. für: „Rekord“) ist das achte Studioalbum von Demet Akalın. Es wurde nach dem gleichnamigen Lied benannt und erschien am 23. April 2014. Rekor ist das letzte Album von Akalın, dass unter dem Label Seyhan Müzik veröffentlicht wurde.
Bei der Produktion des Albums arbeitete Akalın erneut mit zahlreichen Produzenten und Songschreibern zusammen, darunter der türkisch-niederländische DJ und Produzent Burak Yeter, der Musikproduzent Erdem Kınay, Emrah Karaduman, Ersay Üner, Fettah Can, Gökhan Özen, Gökhan Şahin, İdo Tatlıses uvm.
Nach Angaben des türkischen Medienunternehmens D&R gehört Rekor zu den Alben, die innerhalb von drei Wochen eine hohe Verkaufszahl verzeichnen konnten. Das Unternehmen nahm das Musikalbum in die Liste der meistverkauften Alben auf. In den iTunes-Charts erreichte es Platz 1 der türkischen Album-Charts. Akalın erhielt für Rekor zahlreiche Auszeichnungen und Nominierungen, darunter einen Trafik Güvenliği Medya Award für das Lied Nasip Değilmiş und Altın Kelebek für das Lied Rekor.

## Inhalt
Das Album beinhaltet fünfzehn Lieder und eine Remixversion. Vom Lied Vur Getsin Beni entstand ein Remix, welcher von İdo Tatlıses produziert wurde. Rekor hat eine Laufzeit von einer Stunde und neun Minuten  und enthält Einflüsse von Pop und elektronischer Popmusik; es sind aber auch Elemente des Folk und Country-Pop enthalten.
Fünf der insgesamt sechzehn Lieder erschien als Singleauskopplungen. Der erfolgreichste Song des Albums ist İlahi Adalet, welcher am 30. April 2014 herausgebracht wurde und Platz 2 in den türkischen Top-20-Charts erreichen konnte.
In den einzelnen Liedern behandelt Akalın hauptsächlich Themen wie Liebe, Gefühle, Trennung, Schmerz und das Leben im Allgemeinen.

## Singles
Die Single İlahi Adalet (tr. für: „Göttliche Gerechtigkeit“) erschien am 30. April 2014, sieben Tage nachd er Veröffentlichung des Albums, vom Label Seyhan Müzik in der Türkei. Der Song erreichte den zweiten Platz in den Top-20-Charts. An der Produktion des Liedes waren Gökhan Özen sowie der
Produzent Erdem Kınay beteiligt, welcher mit Akalın 2012/2013 die Singles Rota, Emanet und Yalnız Ordusu und die später auf Kınays Alben
Proje und Proje 2 erschienen.
İlahi Adalet hat eine Laufzeit von insgesamt vier Minuten und elf Sekunden. Die Regie zum Musikvideo führte Müjdat Küpsi. Die Vorbereitungen dauerten
etwa zwei Tage; dass Video wurde innerhalb von vierzehn Stunden gedreht. Das aus Spanien stammende männliche Model Lucas Garcez hatte im Musikclip einen Gastauftritt.
Weitere Lieder, die als Singleauskopplungen aus dem Album erschien, sind Rekor, Koltuk, Nefsi Müdafaa und Yeminim Var. Die vierte Single Nefsi Müdafaa wurde am 8. Dezember 2014 veröffentlicht und entstand im Duett mit Gökhan Özen. Die übrigen Lieder konnten sich im Gegenzug von İlahi Adalet nicht in den Top-20-Charts platzieren.

## Titelliste
| #   | Titel                             | Songschreiber | Produzent                  | Länge |
| --- | --------------------------------- | ------------- | -------------------------- | ----- |
| 1.  | Kötü Kalp                         | Ersay Üner    | Ersay Üner                 | 3:58  |
| 2.  | Nefsi Müdafaa (feat. Gökhan Özen) | Gökhan Özen   | Gökhan Özen                | 4:00  |
| 3.  | İlahi Adalet                      | Gökhan Özen   | Gökhan Özen                | 4:11  |
| 4.  | Rekor                             | Gökhan Şahin  | Emrah Karaduman            | 3:50  |
| 5.  | Ummadığım Anda                    | Yıldız Tilbe  | Yıldız Tilbe               | 5:05  |
| 6.  | Ara Verelim                       | Ersay Üner    | Ersay Üner                 | 4:08  |
| 7.  | Vay Vay Vay                       | Hakkı Yalçın  | Ceyhun Çelikten            | 4:27  |
| 8.  | Kibrit                            | Lerzan Mutlu  | Miraç Kutlu                | 4:02  |
| 9.  | Koltuk                            | Cansu Kurtçu  | Cansu Kurtçu, Fettah Can   | 4:05  |
| 10. | Ödeştik                           | Cansu Kurtçu  | Cansu Kurtçu               | 5:23  |
| 11. | Sözüm Ona Sevdin                  | Ersay Üner    | Ersay Üner                 | 4:12  |
| 12. | Gurur Duyarım                     | Cansu Kurtçu  | Cansu Kurtçu               | 4:33  |
| 13. | Yeminim Var                       | Gökhan Özen   | Gökhan Özen                | 4:16  |
| 14. | Aşk Totemi                        | Erem Yıldız   | Erem Yıldız                | 3:38  |
| 15. | Vur Getsin Beni                   | Tahir Peker   | Burhan Bayar               | 4:39  |
| 16. | Vur Getsin Beni (İdo Version)     | Tahir Peker   | Burhan Bayar, İdo Tatlıses | 4:27  |

## Verkaufszahlen
Rekor war nach der Veröffentlichung kommerziell erfolgreich und verzeichnet bis heute über 80.000 verkaufte Einheiten.
| Land   | Verkäufe |
| ------ | -------- |
| Türkei | - 89.971 |

## Chartplatzierungen

### Singles
| Jahr | Titel        | Höchstplatzierung, Gesamtwochen, AuszeichnungChartsChartplatzierungen (Jahr, Titel, Platzierungen, Wochen, Auszeichnungen, Anmerkungen) | Anmerkungen                          |
| Jahr | Titel        | TR | Anmerkungen                          |
| ---- | ------------ | --- | ------------------------------------ |
| 2014 | İlahi Adalet | TR2 (… Wo.)TR | Erstveröffentlichung: 30. April 2014 |

## Veröffentlichungen
| Land     | Datum          | Format       | Label        |
| -------- | -------------- | ------------ | ------------ |
| Türkei   | 23. April 2014 | CD, Download | Seyhan Müzik |
| Weltweit | 24. April 2014 | CD, Download | Seyhan Müzik |

## Mitwirkende
Folgende Personen trugen zur Entstehung des Albums Rekor bei.

### Produktion
- Ausführende Produzenten: Bülent Seyhan, Fuat Seyhan, Demet Akalın
- Produktion: Bülent Seyhan, Fuat Seyhan, Demet Akalın
- Abmischung: Barış Büyük, Özer Yener, Suat Durmuş, Emre Kral, Özgür Yurtoğlu, Emrah Moğolkoç
- Mastering: Çağlar Türkmen
- Engineering: Gökhan Sökmen, Serdar Ağırlı

### Visuelles
- Artwork, Fotografien: Müjdat Küpşi, Özlem Semiz, FRS
- Design: Müjdat Küpşi
- Styling: Bener Hamamcı
- Regie: Müjdat Küpşi